# Ojstrica (szczyt)
Ojstrica – szczyt w Alpach Kamnickich, w Słowenii. Szczyt słynie ze stromych ścian, z których najbardziej imponująca jest ta północna, wznosząca się 1500 m ponad dolinę Logarską. Najłatwiejsza droga wejściowa prowadzi przez południowo-wschodnie zbocza. Szczyt ten sąsiaduje ze szczytem Planjava.